# Lasconotus linearis
Lasconotus linearis is een keversoort uit de familie somberkevers (Zopheridae). De wetenschappelijke naam van de soort werd in 1874 gepubliceerd door George Robert Crotch.